# Aneurisma dell'aorta toracica
Un aneurisma dell'aorta toracica (AAT o TAA dall'inglese thoracic aortic aneurysm) è una dilatazione patologica, progressiva e localizzata a livello dell'aorta toracica. Per essere definito aneurisma, il segmento arterioso deve essere dilatato di almeno il 50% in più rispetto alla porzione adiacente di vaso.

## Epidemiologia
L'aneurisma dell'aorta toracica è meno frequente rispetto all'aneurisma dell'aorta addominale. Si stima che l'incidenza sia di 6 casi ogni 100000 persone per anno, con un rapporto maschi:femmine di circa 2-4:1; l'incidenza di rottura per l'aneurisma dell'aorta toracica è circa 3,5 casi ogni 100000 persone.

## Classificazione
A seconda della sede, gli aneurismi si distinguono in aneurismi dell'aorta ascendente (45%), aneurismi dell'arco aortico (10%), aneurismi dell'aorta discendente (35%) e aneurismi toraco-addominali (10%). La classificazione di Safi distingue gli aneurismi dell'aorta discendente in:
- Tipo A: l'aneurisma coinvolge la porzione prossimale dell'aorta discendente, con estensione della dilatazione dall'arteria succlavia sinistra alla 6ª costa.
- Tipo B: l'aneurisma coinvolge la porzione distale dall'aorta discendente, con estensione della dilatazione dalla 6ª costa allo iato diaframmatico.
- Tipo C: l'aneurisma si estende dalla succlavia fino allo iato diaframmatico.

Agli aneurismi toraco-addominali viene invece applicata la classificazione di Crawford che prevede la distinzione in:
- Tipo 1: l'aneurisma si estende dalla porzione prossimale dell'aorta discendente fino alle arterie addominali. In questo caso, l'aneurisma non si estende oltre le arterie renali.
- Tipo 2: l'aneurisma si estende dalla porzione prossimale dell'aorta discendente fino alla porzione sottorenale.
- Tipo 3: l'aneurisma si estende dalla porzione distale (al di sotto della 6ª costa) dell'aorta discendente alla porzione sottorenale.
- Tipo 4: l'aneurisma si estende dallo iato diaframmatico alla porzione sottorenale.

## Eziologia
L'aterosclerosi e la necrosi cistica della tonaca media arteriosa sono le due cause maggiori per lo sviluppo di aneurismi aortici. La sifilide è un'ulteriore (rara) causa di aneurismi dell'arco aortico. In tutti i casi, un aneurisma rappresenta un'entità patologica progressiva, in quanto a ogni incremento del diametro del vaso corrisponde un aumento della tensione radiale (legge di Laplace) sulla parete. L'aterosclerosi irrigidisce la parete arteriosa; questa perdita di elasticità non permette di assecondare l'onda pressoria sistolica, con progressiva degenerazione dilatativa a tutto spessore dell'aorta. Alcuni difetti genetici del tessuto connettivo, come la sindrome di Marfan, rappresentano una condizione di rischio per lo sviluppo di aneurismi dell'aorta toracica.

## Profilo clinico
La maggior parte degli aneurismi toracici è asintomatica. Tuttavia, il coinvolgimento erosivo o compressivo delle strutture mediastiniche può esitare nello sviluppo di un corredo clinico caratterizzato da tosse, disfagia, raucedine, dispnea e dolore toracico. La compressione della vena cava superiore porta allo sviluppo di manifestazioni analoghe alla sindrome della vena cava superiore, con congestione e turgore giugulare ed edema a mantellina. Il rigurgito aortico dovuto all'aneurisma dell'aorta ascendente può innescare lo sviluppo di un'insufficienza cardiaca. La rottura e la fissurazione con dissecazione si manifesta con improvvisa comparsa di dolore toracico, ipotensione grave e shock.

## Profilo diagnostico

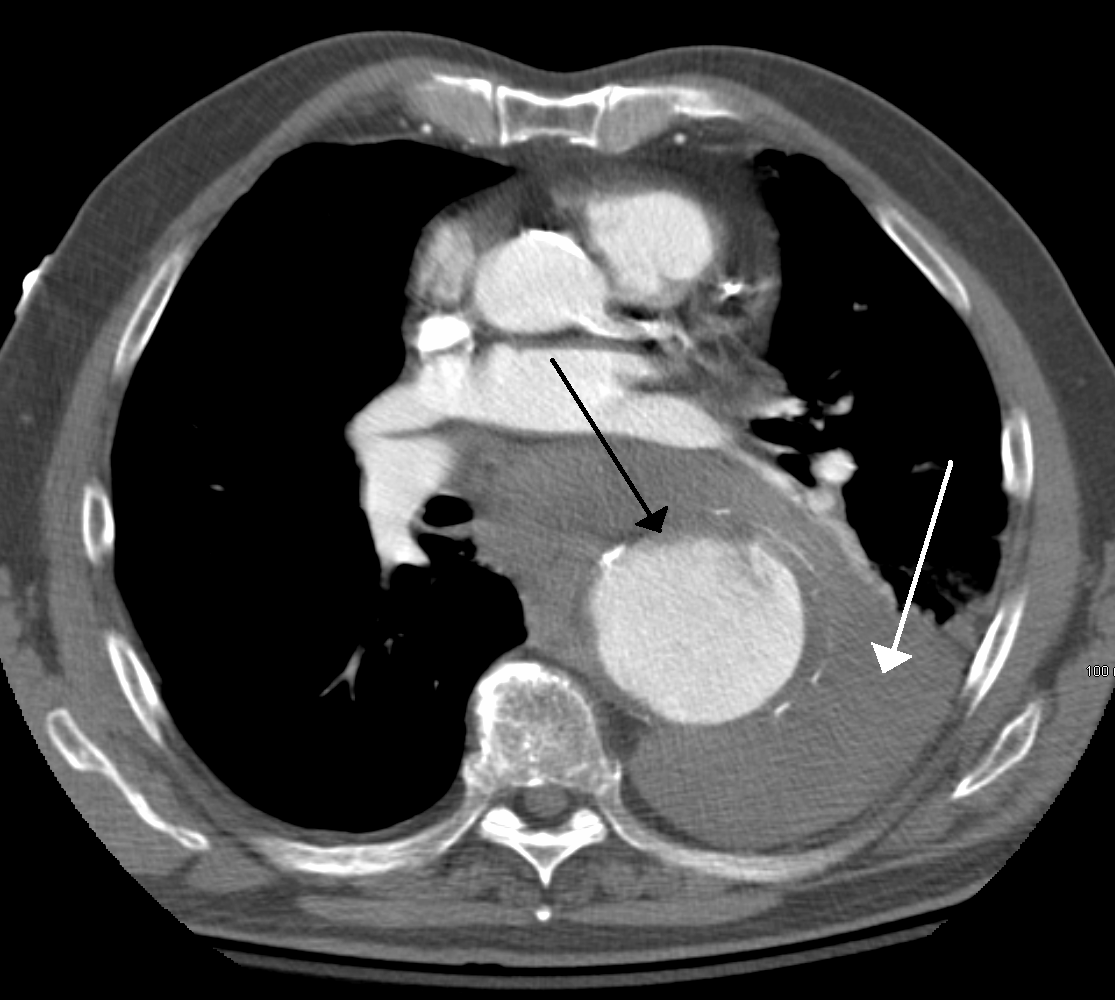
Un'immagine realizzata con tomografia computerizzata con mezzo di contrasto che mostra un largo aneurisma dell'aorta toracica con rottura e il conseguente spandimento di sangue

In relazione all'assenza di sintomi, spesso la diagnosi avviene in seguito a procedure strumentali eseguite per indagare o confermare patologie polmonari o mediastiniche. La radiografia del torace mostra un'ampia ombra mediastinica con spostamento e compressione della trachea o del bronco principale sinistro. L'ecografia transesofagea è in grado di indagare la porzione ascendente e discendente dell'aorta. Le metodiche angiografiche, più invasive, sono state sostituite dalla metodica TC con mezzo di contrasto iodato in grado di fornire informazioni sul diametro, sull'estensione e sulla presenza di trombosi. In caso di soggetti allergici al contrasto o nefropatici si può ricorrere alla risonanza magnetica con mezzo di contrasto sebbene, per i lunghi tempi di esecuzione lunghi, non permetta l'approccio immediato al paziente con rottura aortica ed emodinamicamente instabile.

## Terapia
Nel soggetto asintomatico si deve instaurare una terapia farmacologica atta a ridurre il rischio di rottura. Nei soggetti ipertesi, si rende pertanto necessario il controllo dell'ipertensione mediante farmaci. Il soggetto con rottura dell'aneurisma o dissecazione deve essere trattato con infusione continua di nitroprussiato di sodio e sottoposto immediatamente a intervento chirurgico.
Soggetti con aneurismi asintomatici e di piccole dimensioni devono essere monitorati ogni 6-12 mesi con TC o risonanza magnetica. L'intervento chirurgico consiste nella sostituzione protesica della sacca aneurismatica, benché siano possibili anche metodiche endovascolari o anastomosi "sutureless" con dispositivi espansibili,(video) e si esegue se è presente una delle seguenti condizioni:
- Tutti gli aneurismi sintomatici
- Diametro >6 cm, anche se asintomatico
- Aneurisma rotto o fissurato
- Aneurisma con espansione maggiore di 1 cm all'anno
- Aneurismi in soggetti con sindrome di Marfan

In relazione alla classificazione di Crawford, le complicanze post-operatorie più comuni sono:
| Estensione | N. di pazienti | Paraplegia/paraparesi | Insufficienza renale | Mortalità a 30 gg. |
| ---------- | -------------- | --------------------- | -------------------- | ------------------ |
| Tipo 1     | 580            | 3,7%                  | 2,3%                 | 5,5%               |
| Tipo 2     | 573            | 7,8%                  | 8,9%                 | 7,5%               |
| Tipo 3     | 291            | 2,8%                  | 7,0%                 | 4,8%               |
| Tipo 4     | 329            | 2,1%                  | 6,8%                 | 3,6%               |
| Totale     | 1 773          | 4,5%                  | 6,0%                 | 5,7%               |